# Milejovice
Milejovice (en allemand : Milliwitz) est une commune du district de Strakonice, dans la région de Bohême-du-Sud, en République tchèque. Sa population s'élevait à 76 habitants en 2020.

## Géographie
Milejovice se trouve à 9 km au sud-sud-est de Strakonice, à 47 km au nord-ouest de České Budějovice et à 106 km au sud-sud-ouest de Prague.
La commune est limitée par Radošovice et Miloňovice au nord, par Kuřimany à l'est, par Litochovice au sud, par Přechovice au sud-ouest et Hoštice au nord-ouest.

## Histoire
La première mention écrite du village date de 1315.